# مسابقه موش‌کشی

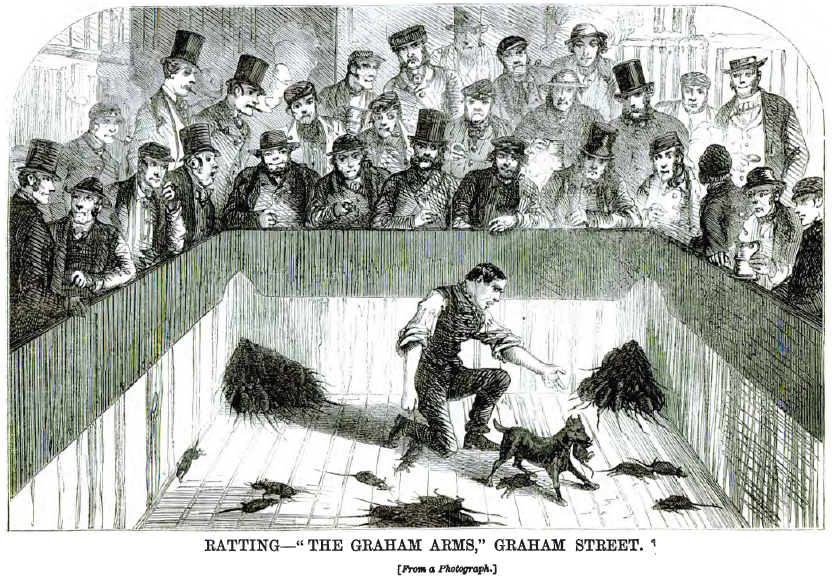

مسابقه موش‌کشی (به انگلیسی: Rat-baiting) یک ورزش خونین است که شامل رها کردن موش‌های صیدشده در یک فضای بسته با تماشاگرانی است که شرط می‌بندند که یک سگ، معمولاً یک تریر، چقدر زمان می‌برد تا موش‌ها را بکشد. اغلب، دو سگ با هم رقابت می‌کردند و برنده جایزه نقدی دریافت می‌کرد. اکنون این فعالیت در بیشتر کشورها غیرقانونی است.

## موش‌گیر
پیش از آغاز مسابقه، گرفتن هزاران موش بالقوه لازم بود. موش‌گیر باید این الزام را برآورده کند. جک بلک، موش‌گیر از انگلستان ویکتوریایی موش‌های زنده را برای طعمه‌گذاری عرضه کرد.

## تکنیک
سگ‌های سریع‌تر ترجیح داده می‌شدند که یک بار گاز می‌گرفتند. این فرایند به این صورت توصیف می‌شود که «به‌عنوان یک سگ گله که گله‌ای را دسته‌بندی می‌کند تا یک فرد تنها از گله بیرون برود»، جایی که سگ موش‌ها را با هم گله می‌کند و هر موش را که از گله خارج می‌شود با گاز گرفتن سریع می‌کشد.

### بیلی
بهترین نتایج مسابقه بیلی عبارتند از:
| تاریخ         | موش‌های کشته‌شده | زمان               | زمان برای هر موش |         |
| ------------- | -------------- | ------------------ | ---------------- | ------- |
| ۱۸۲۰-؟ ? -؟ ? | ۲۰             | ۱ دقیقه و ۱۱ ثانیه | ۳٫۶ ثانیه        |         |
| ۰۳-۰۹-۱۸۲۲    | ۱۰۰            | ۸ دقیقه و ۴۵ ثانیه | ۵٫۲ ثانیه        |         |
| ۱۸۲۲-۱۰-۲۴    | ۱۰۰            | ۷ دقیقه و ۱۷ ثانیه | ۴٫۴ ثانیه        |         |
| ۱۸۲۲-۱۱-۱۳    | ۱۰۰            | ۶ دقیقه و ۲۵ ثانیه | ۳٫۸ ثانیه        |         |
| ۱۸۲۳-۰۴-۲۲    | ۱۰۰            | ۵ دقیقه و ۳۰ ثانیه | ۳٫۳ ثانیه        | * رکورد |
| ۰۵-۰۸-۱۸۲۳    | ۱۲۰            | ۸ دقیقه و ۲۰ ثانیه | ۴٫۱ ثانیه        |         |

### جکو
بر پایه گزارش Sporting Chronicle Annual، رکورد جهانی در کشتار موش متعلق به یک بول‌داگ نر و تریر سیاه و برنزه به نام «جکو» با وزن حدود ۱۳ پوند و متعلق به جیمی شاو است. جکو این نتایج مسابقه را داشت:
| تاریخ      | موش‌های کشته‌شده | زمان                 | زمان برای هر موش |         |
| ---------- | -------------- | -------------------- | ---------------- | ------- |
| ۰۸-۰۸-۱۸۶۱ | ۲۵             | ۱ دقیقه و ۲۸ ثانیه   | ۳٫۵ ثانیه        |         |
| ۱۸۶۲-۰۷-۲۹ | ۶۰             | ۲ دقیقه و ۴۲ ثانیه   | ۲٫۷ ثانیه        | * رکورد |
| ۱۸۶۲-۰۵-۰۱ | ۱۰۰            | ۵ دقیقه و ۲۸ ثانیه   | ۳٫۳ ثانیه        | * رکورد |
| ۱۸۶۲-۰۶-۱۰ | ۲۰۰            | ۱۴ دقیقه و ۳۷ ثانیه  | ۴٫۴ ثانیه        |         |
| ۱۸۶۲-۰۵-۰۱ | ۱۰۰۰           | در کمتر از ۱۰۰ دقیقه | ۶٫۰ ثانیه        |         |